# Литвиново (Щёлковский район)
Литви́ново — посёлок в городском округе Щёлково Московской области России.

## География

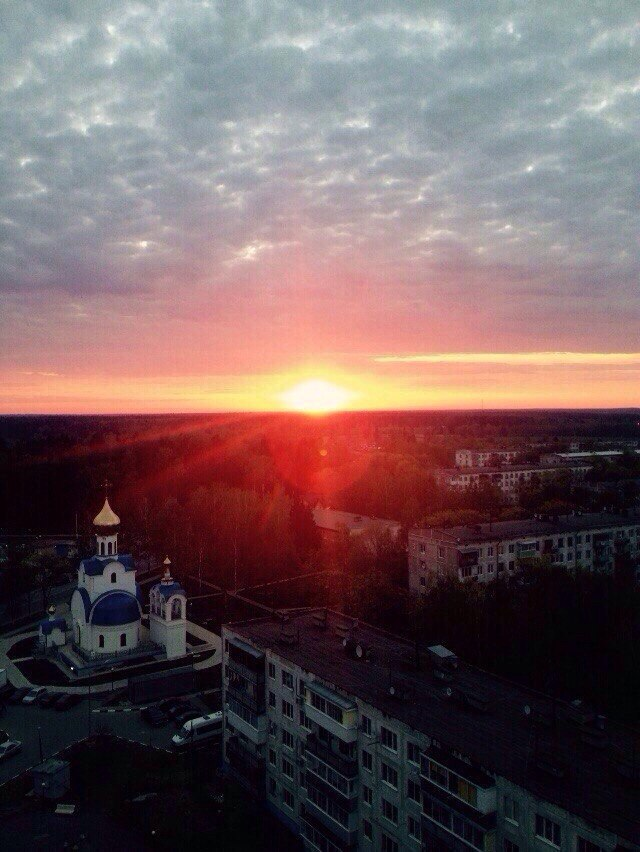

Расположен на правом берегу речки Лашутки (приток Вори), в 34 км от МКАД по Фряновскому шоссе Р110, а также в 16 км к северо-востоку от Щёлково и в 3 км от центра поселения.
В посёлке имеются Живописная и Центральная улицы и ГСК «Нива»; приписано три садоводческих товарищества (СНТ).
Связан автобусным сообщением с городами Москвой, Щёлково, Фрязино и рабочим посёлком Фряново (маршруты № 20, 29, 33, 35, 37, 39, 335).

## Население
| 1852 | 1869 | 1926 | 2002  | 2006  | 2010  | 2021  |
| ---- | ---- | ---- | ----- | ----- | ----- | ----- |
| 31   | ↘28  | ↘20  | ↗2525 | ↗2732 | ↘2464 | ↗3256 |

В посёлке 14 многоэтажных жилых домов, включая новый жилой комплекс «Литвиново».

## История
Название посёлка произошло от князя Семёна Михайловича Литвина-Мосальского, которому в XIV веке принадлежали земли, где сейчас расположен посёлок.
В 1512 году Великий князь Василий III Иванович утвердил за Богоявленским монастырём в Воре и Корзеневе стане Московского уезда село Литвиновское с церковью Всемилостивого Спаса с приделом преподобного Александра Свирского и с деревнями. Такая же грамота была потом получена и от царя Бориса.
В 1623 году церковь стояла «пуста без пения», в селе находился монастырский двор, в котором жили деловые люди москвича Михаила Крылова, и три двора крестьян и бобылей (3 человека).

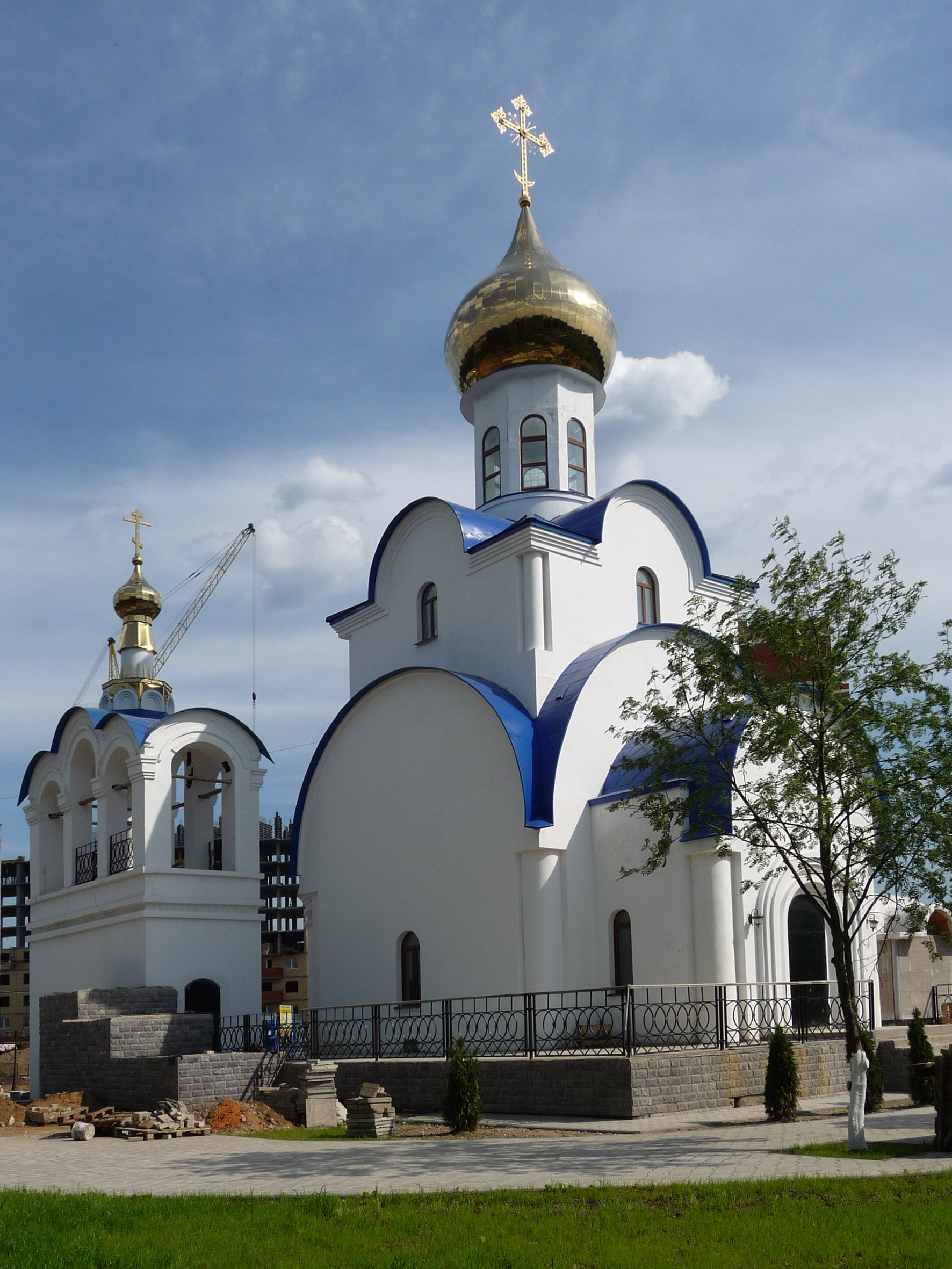
Церковь иконы Божией Матери «Неупиваемая Чаша» в посёлке Литвиново

В 1680 году обветшавшую церковь разобрали, Литвиново стало сельцом.
В 1746 году Литвиново было приобретено Афанасием Абрамовичем Гончаровым. Тогда в нём было 9 крестьянских дворов и 119 жителей (51 мужчина, 68 женщин).
В 1767 году — 12 домов и 76 крестьян.
В 1828 году Афанасий Николаевич Гончаров (дед Натальи Николаевны), продал деревню коллежскому секретарю Семёну Ивановичу Дорошевичу.
В середине XIX века деревня Литвинова относилась ко 2-му стану Богородского уезда Московской губернии и принадлежала коллежскому секретарю Семёну Ивановичу Дорошевичу. В деревне было 4 двора, крестьян 15 душ мужского пола и 16 душ женского.
По данным на 1869 год Литвиново — деревня Гребеневской волости 3-го стана Богородского уезда с 8 дворами, 8 деревянными домами и 28 жителями (12 мужчин, 16 женщин), из них 3 грамотных мужчины. Имелось 2 лошади, земли было 40 десятин и 1800 саженей, в том числе 19 десятин пахотной.
В 1913 году — 4 двора и дом владельцев суконной фабрики Пельтцеров на месте усадьбы А. А. Гончарова.
По материалам Всесоюзной переписи населения 1926 года — деревня Трубинского сельсовета Щёлковской волости Московского уезда в 1,5 км от Стромынского шоссе и в 16,5 км от станции Щёлково Северной железной дороги, проживало 20 жителей (9 мужчин, 11 женщин), насчитывалось 5 хозяйств (2 крестьянских).
В 1964 году основан новый посёлок — центральная усадьба свиноводческого совхоза «Х лет Октября» (сегодня АО «Литвиново»), переведённого из Москвы.
В 1994—2006 годах посёлок относился к Трубинскому сельскому округу.
В 2006—2018 годах относился к Трубинскому сельскому поселению.
С января 2019 года посёлок стал частью городского округа Щёлково.

## Социальная инфраструктура
В посёлке есть детский сад и средняя общеобразовательная школа, в которой учатся 160 учеников. Также есть Детская юношеская спортивная легкоатлетическая школа.
В посёлке расположена МБОУ Литвиновская ООШ , в которой обучается 234 учащихся и работает более 20 сотрудников. Изначально на хуторе Литвиново была образована начальная школа в конце 40-х годов. В школе обучалось четыре класса, в каждом около 25 человек, в классах было тесно. Одной из первых учительниц в начальной школе была Антонина Баландина. В конце 50-х уже три учителя: Нина Павловна Кузнецова — заведующая, Анна Петровна Солдатова и Надежда Петровна Метлова. Позднее к школе была пристроена котельная и введены завтраки. В 1959 году приехала в Литвиново Тамара Григорьевна Гончарова, ставшая четвёртым учителем. В 1962 году на место ушедшей Метловой пришла Галина Павловна Гвоздева. Новое здание школы было построено в 1973 году. Директором стала Зинаида Сергеевна Родина.
В поселке функционирует детский сад № 52 «Колосок», построенный в 1977 году. В 2016 году детский сад посещает — 167 детей и функционирует 6 групп. Детский сад посещают дети в возрасте от 2 до 7 лет.
Имеется спортивный клуб «Литвиново», который был образован 1 января 2005 года и является муниципальным учреждением.
В МБУ СПТ «Литвиновская ЦКС» имеется библиотека, реализуются программы дополнительного образования (кружки и секции), проводятся концерты и творческие вечера.

## Православные храмы
В посёлке заканчивается строительство храма во имя иконы Божией Матери «Неупиваемая Чаша», приход которого относится к Щёлковскому благочинническому округу.

### Храм в честь иконы Божией Матери «Неупиваемая Чаша» в Литвиново

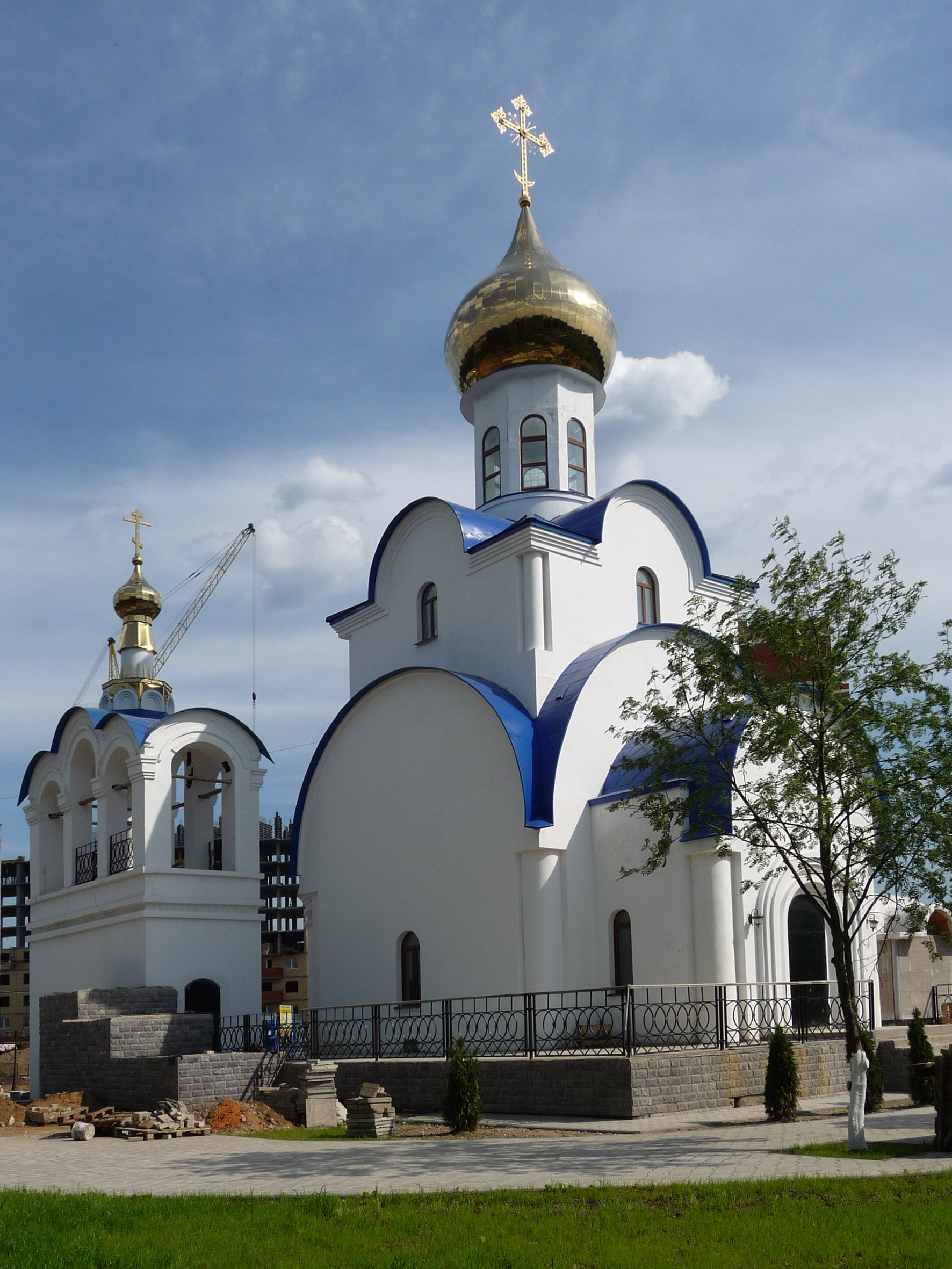
Храм в честь иконы Божией Матери «Неупиваемая Чаша»

Место для церкви было выбрано таким образом, что её хорошо видно с основных магистралей, улиц, со стороны существующей в поселке застройки. Любопытная особенность проекта церкви в Литвиново — это её сквозная колокольня. Благодаря этой конструкции есть возможность совершать крестный ход вокруг храма, не спускаясь для этих целей вниз.
В 22 августа 2009 года по благословению митрополита Ювеналия благочинный церквей Щелковского округа протоиерей Андрей Ковальчук совершил чин закладки храма в честь иконы Божией Матери «Неупиваемая Чаша».
В 2012 году были завершены основные работы по строительству храма и 27 августа этого года благочинный протоиерей Андрей Ковальчук в сослужении настоятеля храма иерея Антония Сенько и клириков благочиния совершил чин освящения накупольного креста.
Теперь в поселке Литвиново совершаются регулярные богослужения. Многие верующие прибегают к помощи и утешению Божией Матери, страждующие недугом пьянства и наркомании приходят на молебны перед Её иконой «Неупиваемая Чаша».
27 ноября 2015 г. настоятелем храма был назначен священник Алексий Кукушкин. Сегодня приход возводит на церковной территории дом притча, в котором будут размещены воскресная школа, трапезная и библиотека.

## Экономика
На территории посёлка расположено крупное предприятие — ПТК Литвиновский Колбасный завод. В Литвиново более 15 магазинов, рынок, почта, банк, отделение МФЦ.

## Транспорт
Посёлок связан автобусным сообщением с городами Москвой, Щёлково, Фрязино и рабочим посёлком Фряново.
Через поселок проходят следующие социальные автобусы:
20 (Орлово-пл. Воронок),
33 (Мишнево- а/с Фрязино),
29 (д/о Щелково-а/с Фрязино (иногда пл. Щелково),
37 (Петровское-пл. Щелково),
35 (Фряново-пл. Щелково),
39 (Алексеевка-а/с Фрязино)
Коммерческие маршруты: 335 (Фряново- ст. метро Щелковская), 49 (маршрутка, Мишнево (через Литвиново) до пл. Воронок).